# Sandmasse
Sandmasse ist eine fettreiche Masse (umgangssprachlich „schwerer“ Teig) aus Ei, Zucker, wenig Mehl oder Stärkepuder sowie Butter oder Margarine. Sandmasse wird zum Beispiel zur Herstellung von Sandkuchen, Königskuchen, Englischem Kuchen, Spanischer Vanilletorte, Rehrücken, Madeleines oder Dobostorte verwendet.
Sandmasse enthält pro 100 kg Masse mindestens 20 kg Fett und 20 kg Eier. Sandmassen werden hergestellt, indem zuerst Fett und Zucker miteinander schaumig abgetrieben (glatt gerieben) werden, bevor die anderen Zutaten eingearbeitet werden.

## Wortgeschichte
Eine französische Bezeichnung Pâte sableuse für Sandmasse (frz. sableux: sandig) findet sich noch um 1859 in einem Backrezept bei Johann Rottenhöfer. Für diesen Begriff (Pâte sableuse) wird um 1889 im „Verdeutschungs-Wörterbuch der Fachsprache der Kochkunst und Küche“ von Ernst Lößnitzer der deutsche Begriff „Sandmasse“ vorgeschlagen. Nicht zu verwechseln mit dem französischen Begriff pâte sablée für einen besonders krosse Art Mürbteig, der für Tarteletts verwendet wird und "zerbröckelt wie Sand".

## Beschreibung
Nach der Unterscheidung von gekneteten Teigen und gerührten oder aufgeschlagenen Massen sind die Begriffe Sandteig und Biskuitteig fachsprachlich nicht korrekt.
Die Eigenschaft der Sandmasse besteht in ihrer Feinporigkeit und ihrer Trockenheit. Diese sandige Konsistenz entsteht durch die Zugabe von Stärkepuder an Stelle von Mehl. Bei der Zubereitung gelangen Butter und Eigelb zwischen die Körner der Stärke und des Zuckers. Der Wassergehalt des Teiges ist gering, wodurch die Stärke nicht vollkommen verkleistert. Daraus resultiert die typisch sandige Konsistenz.